# نسبة مئوية

رمز النسبة المئوية

في الرياضيات، النسبة المئوية هي طريقة للتعبير عن عدد على شكل كسر من 100(مقامه يساوي 100). يرمز للنسبة المئوية عادة بعلامة النسبة المئوية "%". على سبيل المثال 45% (تقرأ خمسة وأربعون بالمائة). ويكتب رمز النسبة المئوية « ٪ » للأرقام المشرقية.
تشير إلى استخدام أجزاء المائة في الحساب. فكثيرا مانرى أعدادا مثل 2%، أو 30% أو 75% حيث الرمز % يعني في المائة. وتقرأ هذه الأعداد 2 في المائة، و30 في المائة و75 في المائة، حيث يعني التعبير في المائة أجزاء المائة. فالنسبة 2% تعنـي جزئين من المائة و30% تعني 30 جـزءًا من المائة و75% تعني 75 جـزءًا من المائة. والنسب المئوية في حقيقة الأمر كسور اعتيادية فالنسبة 2% هي 2/100 و30% هي 30/100 و75% هي 75/100 والنسب المئوية أيضا كسور عشرية، حيث النسبة 2% هي 0,02 و30% هي 0,30 و75% هي 0,75 فإذا أردت حساب 25% من العدد 60 فعليك إيجاد 25/100 أو 0,25 للعدد 60.
تستخدم النسبة المئوية بكثرة في الحياة اليومية. فالمصارف تستخدمها لحساب الفوائد على المدخرات والقروض كما أن الضرائب تحسب بطريقة النسب المئوية من الدخل والأسعار ومقادير أخرى. وكثيرا ما يكتب العلماء نتائج ملاحظاتهم وتجاربهم في شكل نسب مئوية. وفي لعبة البيسبول تبنى مواقف الفرق ومعدلات إصابات الكرة تبنى على النسب المئوية. وفي بطاقات الملبوسات تستخدم النسب المئوية كثيرًا لتبيان نسب الخيوط المختلفة في النسيج. ومنذ مئات السنين وإلى يومنا هذا وعالم التجارة يستخدم لفظ «في المائة». وربما كان هذا التقليد قد جاء من نظام ضرائب الرومان التي كانت تحدد بـ 1/20 أو 1/25 أو 1/100 وهكذا. وقد اعتاد التجار في العصور الوسطى على استخدام أجزاء في المائة والنسبة المئوية حتى قبل ظهور نظام الأعداد العشرية.

## نبذة تاريخية
في روما القديمة قبل ظهور النظام العشري كانت غالبا ما تجري الحسابات بالكسور ومضاعفاتها على سبيل المثال تم فرض ضريبة قدرها 1/100 علي السلع التي تباع بالمزادات العلنية المعروفة باسم سينتيسيما ريويوم فينالوم، تلك الحسابات مع هذه الكسور أي ما يعادل حساب النسبة المئوية.
العديد من تلك الحسابات طبقت علي الربح والخسارة وأسعار الفائدة وبحلول القرن السابع عشر كان من المعتاد أن يتم تحديد نسبة أسعار الفائدة من الجزء من المائة.

## علامة النسبة المئوية
تم استنباط تلك العلامة من اللغة اللاتينية والتي يطلق عليها اسم per centum  أي في المائة ثم تطورت وفقا للغة الإيطالية ثم ظهرت مؤخرا وتم تحديد شكل نهائي لها وأصبحت دائرتين وتفصلهم خط أفقي مائل %.
في القرن العشرين، أصبح الشكل المختصر لعلامة في المائة % قيد الاستخدام وأدرج بشكل رسمي ويكتب به في الوثائق الرسمية مثل اتفاقيات القروض التجارية وكذلك في نصوص الإجراءات البرلمانية البريطانية.

## طريقة الحساب
يتم حساب قيمة النسبة المئوية عن طريق عملية ضرب القيمة الرقمية في 100، على سبيل المثال أوجد النسبة المئوية ل 50 تفاحة من إجمالي 1250 تفاحة، إذا الحل كالتالي يتم استخراج نسبة التفاح في البداية من 50⁄1250 = 0.04 ثم يتم ضرب الناتج في 100 أي أن الناتج النهائي 4%.

## نسبة الزيادة والنقصان
نسبة إلى الاستخدام المتضارب فإنه غير واضح كيفية نسب النسبة المئوية.
فعندما نتحدث عن زيادة 10% أو نقصان 10% فإنها لن تكون متساوية كميًا ولكنها تتوقف على حسب القيمة العددية، على سبيل المثال إذا كان سعر البند في البداية 200 دولار ويوجد نسبة زيادة 10% فان الزيادة قدرها 20 دولار أي أن السعر الجديد 220 دولار علمًا بأن نسبة السعر النهائي 110% من السعر الأول الذي كان 100%.
أما في حالة النقص إذا كان هناك نقص بنسبة 60% فإن النسبة النهائية 40% أي 100% - 60% = 40%.

## استخدامات أخرى
أحيانا ما تكون مصطلح النسبة المئوية غير دقيق أو لديه خطأ بالتسمية حيث أنها تستخدم أحيانا في مسميات أخرى مثل نسبة الهدف FG% وتشير أيضًا لنسبة الفريق الفائز.
تستخدم أيضاً لوصف انحدار الطريق أو السكك الحديدية والتي يعبر عنها بالمعادلة الرياضية التالية:

(الارتفاع/ القاعدة)×100.

أخيرًا يتم استخدام النسبة المئوية للتعبير عن تكوين خليط بمعلومية الكتلة المئوية والنسبة المئوية للمول في المادة المراد معايرتها.